# РТК 2
РТК 2 (на албански: RTK 2, Radio Televizioni i Kosovës 2; на сръбски: РТК 2, Радио Телевизија Косова 2) е втори обществен телевизионен канал на Косово, предоставящ новини и развлекателни предавания. Притежава се от държавната Радио и телевизия на Косово. Каналът съставя и излъчва новинарски емисии, спортни новини и токшоута. Наричан е „каналът на малцинствата“, като излъчва програми на всички официални малцинства в Косово. Излъчва предимно програми на сръбски език, както и програми на другите малцинствени езици – бошняшки, турски и цигански.

## История
РТК 2 стартира на 7 юни 2013 г., преди стартирането на каналът всяко от другите малцинства в Косово е имало специална програма на собствения си език по първа програма обществен оператор – РТК 1. След стартирането на РТК 2 всички предавания се преместват и се създават нови. Към юни 2013 г. РТК 2 има 50 служители, като повечето програми са на сръбски език. Директорът на каналът Зарко Йоксимович заявява, че той няма да е чисто сръбски канал, а на него ще се излъчват програми и на бошняшки, турски и цигански език.